# Мюллер-Пальм, Адольф
Мюллер-Пальм Адольф (нем. Müller-Palm; 10 марта 1840, Штутгарт — 21 мая 1904) — немецкий журналист, писатель и газетный издатель.
Автор истории штутгартского театра и ряда романов и новелл, из которых лучшие собраны в «Im Lindenhof» (1900). Обычно подписывал свои работы — Адольф Пальм.

## Биография
Его отцом был книгопечатник Фридрих Мюллер, который основал либеральную ежедневную газету Stuttgarter Neues Tagblatt в 1843 году. Адольф Мюллер-Пальм учился в гимназии, окончил коммерческое обучение и с 1860 года работал в амстердамской судоходной компании. За этим последовали обширные поездки в северную Германию, Данию, Англию, Италию и Францию. После чего он провел некоторое время в Берлине и писал для газет.
С 1867 года он взялся за обзор музыкальных и театральных событий в Neues Tagblatt. Также он издавал еженедельник Der Freischütz, а книготорговец Шенлейн нанял его для публикации еще четырех журналов.
В 1875 году он присоединился к редакции Neue Tagblatt. Когда газета перешла в немецкое издательство, Мюллер-Пальм занял место в совете директоров, которое он занимал до своей смерти.
Кроме того, примечательна его давняя борьба с директором Штутгартского придворного театра Федором фон Велем, которая особенно ярко выражена в книге Мюллера-Пальма "Письма из мира досок" (1881).
Умер он в своем родном городе в 1904 году и был похоронен там на кладбище Фангельсбах.

## Сочинения
Основные работы
- В лабиринте души. Две новеллы. Гюнтер, Лейпциг, 1872 г. (цифровая копия)
- Письма из мира досок. Серьезное и веселое из истории Штутгартского придворного театра. Бонц, Штутгарт, 1881 г. (цифровая копия)
- Королева Полина Вюртембергская, жена Вильгельма I. Портрет жизни. Бонц, Штутгарт, 1891 г.
- В Линденхоф. Новелла Боденского озера. Штутгарт 1900 г. (Немецкая римская библиотека 28.1)
- Из мастерской Уланда. Вклад в недавно открытый музей Шиллера в Марбахе. Напечатано в рукописи. Штутгарт 1903 г.
- К 50-летию Neue Tagblatt в Штутгарте (24 декабря 1843 - 1893 гг.) Памятное издание. Издатель новой ежедневной газеты, Штутгарт, 1893 г.